# Klaus-Dieter Ludwig
Klaus-Dieter Ludwig, född den 2 januari 1943 i Sulechów i Polen, 18 maj 2016, var en östtysk roddare.
Han tog OS-guld i åtta med styrman i samband med de olympiska roddtävlingarna 1980 i Moskva.